# Џордан Пикфорд
Џордан Ли Пикфорд (енгл. Jordan Lee Pickford; Вашингтон, 7. март 1994), рођен као Џордан Ли Логан (енгл. Jordan Lee Logan), енглески је фудбалер који игра на позицији голмана и који тренутно наступа за Евертон и репрезентацију Енглеске.

## Каријера
Поникао је у млађим категоријама Сандерланда. За први тим је потписао уговор 2011. године. Потом је играо на позајмицама за Дарлингтон, Олфретон Таун, Бартон Албион, Карлајл јунајтед, Бредфорд Сити и Престон Норт Енд. За Сандерланд је забележио 31 лигашки наступ. Дана 15. јула 2017. године прелази у Евертон за 25 милиона фунти. Први лигашки меч за тим са Гудисон парка одиграо је 12. августа 2017. године против Стоук Ситија. По завршетку прве сезоне, добио је признање за најбољег Евертоновог играча сезоне.
Од 2009. године је играо за младе селекције Енглеске. За сениорску репрезентацију дебитовао је 10. новембра 2017. године на мечу против Немачке.
Био је уврштен у састав Енглеске на Светском првенству у Русији 2018. године, бранио је на свим утакмицама првенства. На утакмици против Шведске изабран је за играча утакмице.

## Статистика каријере

### Репрезентативна
Ажурирано 17. новембра 2024.
| Репрезентација | Година | Наступи | Голови |
| -------------- | ------ | ------- | ------ |
| Енглеска       | 2017   | 1       | 0      |
| Енглеска       | 2018   | 14      | 0      |
| Енглеска       | 2019   | 9       | 0      |
| Енглеска       | 2020   | 6       | 0      |
| Енглеска       | 2021   | 12      | 0      |
| Енглеска       | 2022   | 8       | 0      |
| Енглеска       | 2023   | 8       | 0      |
| Енглеска       | 2024   | 15      | 0      |
| Укупно         | Укупно | 73      | 0      |